# Dworczysko (gmina Sejny)
Dworczysko – wieś w Polsce położona w województwie podlaskim, w powiecie sejneńskim, w gminie Sejny.
W latach 1975–1998 miejscowość należała administracyjnie do województwa suwalskiego.
Przez miejscowość przebiega droga krajowa nr 16.